# Vicente Zurrón
Vicente Zurrón (* 2. Februar 1871 in Saragossa, Königreich Spanien; † 10. Juni 1915 in Madrid, Königreich Spanien) war ein spanischer Pianist und Komponist.

## Leben
Vicente Zurrón war der Sohn eines Klavierstimmers. In Madrid studierte er am Konservatorium bei Teobaldo Power und José Tragó. Neben Klavierwerken schrieb er diverse Werke für die Bühne. 1902 wurde sein Klavierquartett D-Dur von der Sociedad Filarmónica Madrileña [Philharmonischen Gesellschaft Madrid] prämiert und von der Sociedad de Autores Españoles [Gesellschaft spanischer Autoren] veröffentlicht.
1903 veranstalte Tomás Bretón, der Direktor des Konservatoriums, einen mit einem Geldpreis dotierten Kompositionswettbewerb. Die Teilnehmer mussten ein Allegro de Concierto für Klavier einreichen, das  als Exemenspflichtstück am Konservatorium verwendet werden sollte. 24 Teilnehmer reichten eine Komposition ein, unter anderem Enrique Granados, Manuel de Falla, Antoni Torrandell und José María Guervós y Mira. Ins Finale kamen die Kompositionen Zurróns, Granados und Guervós. Granados erhielt den ersten Preis.

## Werke (Auswahl)
- La Afrancesada, Operette in einem Akt, Text: Miguel Chapí und Ramón Asensio Más, Uraufführung am 3. März 1899 im Teatro de Parish, dem heutigen Teatro Circo Price in Madrid. (Digitalisat bei der Biblioteca Digital Hispánica der Spanischen Nationalbibliothek)
- La Rapaza, Zarzuela comica in einem Akt, Text: Federico Jaques y Aguado, Madrid, 1896, Uraufführung am 19. Dezember 1896 im Teatro Eslava di Madrid (Digitalisat des Textbuchs beim Internet Archive)
- Klavierquartett in D, 1902 prämiert bei einem Kompositionswettbewerb der Sociedad Filarmónica Madrileña (Digitalisat bei der Biblioteca Digital Hispánica der Spanischen Nationalbibliothek) I Allegretto II AndanteIII Intermezzo. Allegro con fuoco IV Allegro con brio
- Allegro de concierto für Klavier OCLC 435839884
- Miniaturas [Miniaturen] für Klavier, Sociedad Anónima Casa Dotesio, Madrid (Digitalisat bei der Biblioteca Digital Hispánica der Spanischen Nationalbibliothek) I Pierette, Toccata II Pierrot, Vals III Rayo del Sol, Fantasia IV Epitalamio, Gavota
- Momento poetico, Improvisacion für Klavier, Pablo Martin, Madrid (Digitalisat bei der Biblioteca Digital Hispánica der Spanischen Nationalbibliothek)
- Tres caprichos característicos españoles, Sociedad de Autores Españoles, 1904 (Digitalisat bei der Biblioteca Digital Hispánica der Spanischen Nationalbibliothek) I Meditación II Scherzo III Balada
- Zaragoza, Capricho Carateristico für Klavier, Pablo Martin, Madrid, 1898 (Digitalisat bei der Biblioteca Digital Hispánica der Spanischen Nationalbibliothek)